# Vila Hauptmann
Vila Hauptmann je rodinný dům, který stojí v Praze 10 – Záběhlicích (Zahradní Město) ve vilové čtvrti v ulici Střemchová 2.

## Historie
Vilu postavenou roku 1939 pro Ing. Ladislava Hauptmanna navrhl architekt Vladimír Grégr. Citace z knihy Novodobá pražská architektura 1925–1938 od autora Ing. Aloise Podzemského na Vilu Hauptmann: „Vskutku něco, co se v našich poměrech málo vidí“. Ing. Ladislav Hauptman byl u V. M. Havla první technický spolupracovník při výstavbě Barrandova (barrandovských teras a hlavně barrandovského bazénu), na kterých se také podílel architekt Vladimír Grégr.